# سلطان الدعيع
سلطان عبد الله الدعيع لاعب كرة قدم سعودي ، يلعب بمركز الدفاع.

## مسيرة اللاعب
بدأ في نادي الهلال وانتقل بنظام الإعارة لنادي الشباب السعودي لمدة موسم واحد مع أحقية الشباب في شراء عقد اللاعب نهاية الموسم و بعد انتهاء اعارته فسخ عقده مع نادي الهلال و وقع عقد مع نادي الشباب لمدة سنتين و لعب معهم موسم و بعدها موسم واحد انتقل إلى نادي الفيصلي و لعب لهم موسم واحد و بعدها انتقل إلى نادي الفتح و بعدها مع الشعلة و نادي الكوكب.

## الحياة الشخصية
نشأ في عائلة رياضية فهو ابن للحارس الكبير والدولي السابق عبد الله الدعيع وكذلك عمه سيد حراس آسيا محمد الدعيع و شقيقة اللاعب بدر الدعيع.

## روابط خارجية
- سلطان الدعيع على موقع قاعدة بيانات كرة القدم.إي يو (الإنجليزية)
- سلطان الدعيع على موقع Soccerway.com (الإنجليزية)
- سلطان الدعيع على موقع كووورة